# تجاوز (فیلم ۱۹۶۴)
تجاوز (به انگلیسی: The Outrage) در ایران با نام محاکمه در آفتاب، فیلمی وسترن محصول سال ۱۹۶۴ به کارگردانی مارتین ریت است. این اثر بازسازی فیلم ژاپنی راشومون محصول سال ۱۹۵۰ به کارگردانی آکیرا کوروساوا و برپایه داستان‌های ریونوسوکه آکوتاگاوا ساخته شد. 
داستان زن نویسنده با مادری لاتین است که در پی پیدا کردن داستانی جدید برای رمانش در جنگل های کانزاس امریکا ، مورد تجاوز سه مرد آفریقایی-آمریکایی و سفیدپوست قرار می گیرد که صحنه تجاوز جنسی و رابطه جنسی به صورت محو و نامعلوم نشان داده می شود و سپس داستان انتقام آن زن از سه مرد روایت می شود که باعث مرگ دوست پسر قد بلند دختر توسط افرادی ناشناس می شود ‌و...